# Michael Nißl
Michael Nißl (* 3. November 1964 in Leverkusen) ist ein ehemaliger deutscher Fußballspieler auf der Position des Torwarts.

## Laufbahn
Nißl entstammte der eigenen A-Jugend des 1. FC Köln, mit der er 1983 Deutscher A-Junioren-Vizemeister werden konnte. Er erhielt daraufhin einen Profivertrag. Drei Jahre lang stand der Torwart im Schatten des damaligen Nationaltorwarts Toni Schumacher. Zeitweise war der talentierte Nachwuchsschlussmann sogar nur dritter Torwart; zunächst hinter Gerry Ehrmann und dann hinter Bodo Illgner, der 1985 ebenfalls aus der eigenen A-Jugend in den Profikader aufgestiegen war. Lediglich in einem DFB-Pokal-Spiel kam er zum Zuge, als Schumacher in der 67. Minute verletzt ausgewechselt werden musste. Die Kölner gewannen in der 1. Runde gegen die Stuttgarter Kickers mit 8:0. Beim Stand von 6:0 musste Nißl ins Tor.
1986 verließ er die Rheinländer und ging in den Amateurbereich. Mit dem SC Köln-Brück wurde er 1988 und 1991 jeweils Verbandsligameister und stieg in die Oberliga Nordrhein auf.

## Vereine
- 1983–1986 1. FC Köln

## Erfolge
- 1986: UEFA-Pokal-Finale

| Personendaten    | Personendaten            |
| ---------------- | ------------------------ |
| NAME             | Nißl, Michael            |
| KURZBESCHREIBUNG | deutscher Fußballspieler |
| GEBURTSDATUM     | 3. November 1964         |
| GEBURTSORT       | Leverkusen               |